# Затворницкий, Владимир Андреевич
Владимир Андреевич Затворницкий (1 мая 1929, Тамбовская губерния — 26 апреля 2017, Москва) — советский строитель, Заслуженный строитель СССР (1989), Герой Социалистического Труда (1966).

## Биография
Родился 1 мая 1929 года на Тамбовщине, русский.
С 1942 года работал в колхозе «Новая жизнь». В 1947 году окончил семь классов школы. В 1947 году переехал в Москву, работал в строительных организациях, был каменщиком, бригадиром каменщиков, монтажником. С 1955 бригадир комплексной бригады строителей строительного управления № 6 треста «Мосстрой № 1» Главмосстроя. Член КПСС с 1958 года.
За время своей работы бригада Затворницкого построила свыше 600 тысяч квадратных метров жилья в Москве, множество объектов социальной сферы, в том числе школ и детских садов.
Указом Президиума Верховного Совета СССР от 11 августа 1966 года за «выдающиеся успехи, достигнутые в выполнении семилетнего плана по капитальному строительству» Владимир Андреевич Затворницкий был удостоен высокого звания Героя Социалистического Труда с вручением ему ордена Ленина и медали «Серп и Молот».
В 1971—1981 годах был членом Центральной ревизионной комиссии КПСС, в 1981—1990 годах — членом ЦК КПСС. Избирался депутатом Верховного Совета РСФСР 9—11-го созывов. В 1980 году ему была присуждена Государственная премия СССР за выдающиеся достижения в труде (за внедрение годовых планов загрузки бригад и поточных методов строительства).
Заслуженный строитель РСФСР. Заслуженный строитель СССР (1989). Был также награждён рядом медалей.
Проживал в Москве. Скончался 26 апреля 2017 года. Похоронен на Троекуровском кладбище (участок 25).